# ハリス (菓子メーカー)

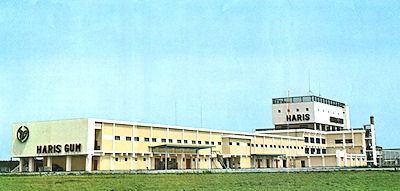
ハリス株式会社（小田原工場）
工場は花王小田原事業所として現存。

ハリス（Haris）は、かつて存在した日本の菓子製造販売会社。戦後の一時期、チョコレートやチューインガムなどの製造で、カバヤ・シスコ・フルタ・前田製菓などと共によく知られた。

## 概要
森秋廣（もり あきひろ）が満州（中国東北部）から引き揚げて1952年（昭和27年）に大阪で起業、子ども向け菓子を多く開発・発売するとベビーブームもあって絶頂期にはおよそ千人の従業員を擁したが、同業他社の参入や主な顧客であるベビーブーム世代の成長によって菓子市場が縮小すると業績不振が顕著になって、1964年（昭和39年）にカネボウ（現クラシエフーズ）に吸収された。社名は、幕末の初代駐日公使タウンゼント・ハリス（綴りはHarris）から採られ、ハリスの連想からリスをシンボルマークとした。腹話術の川上のぼるの「ハリス坊や」を使った“一等賞～”という言葉は広く知られた。今に続くコリスは関係会社である。

## 沿革

### 草創期
ハリス株式会社創業者で「日本のエジソン」ともいわれた森秋廣は、1907年（明治40年）に香川県三豊郡荘内村に生まれた。家は讃岐三白といわれる米・塩・砂糖を広く商う素封家で、屋号を森又商会といった。森は神戸の外国語学校を卒業し、21歳で下関において、当時日本領であった朝鮮や満州と貿易をする事業を始めた。大陸ではキャラメルやビスケットなどの需要が多く、これらの菓子を、子ども向けにキャラメルを1個ずつで売るバラキャラなど、持ち前のアイデアによる新方法で商い大成功を収め、後の菓子メーカーのハリス創業へと繋がる。しかし十五年戦争が激しくなるにつれて統制が始まり、企業も統合整理されて、森永製菓への合併を機に廃業して満州へ渡り、関東軍や南満州鉄道などに乾パンを納める日満食品工廠を立ち上げる。

### 戦後～チョコレート発売
敗戦後、侵入してきた赤軍や、その後の中国軍にも、請われるままに不足していた乾パンを提供していたが、全てを捨てて1946年（昭和21年）に引き揚げ、知遇を得ていたカネボウの敷地であった大阪市都島区高倉町で森又商会を再建した。食材は極端に不足していたが、持前のアイデアを発揮して、グルコースに香料を加えてチョコレートを作り、1948年（昭和23年）に「ハリスチョコレート」とネーミング発売した。ハリスチョコレートは代用食であったが、「科学された菓子」として、甘いものに飢えていた人々に受け入れられ、やがてカネボウの3千坪の工場を得て、大々的に事業展開した。当時国民病でもあった回虫の駆除薬を大阪大学薬理学教室の協力を得て、新しく椿の実や麦の茎から抽出した成分を使って開発し、菓子のイメージで「ハリス アスミン」として発売した。

### チューインガム誕生～全盛期
ハリスの代名詞ともなるチューインガムを開発する。チューインガムは既に30年前、アメリカのリグレー社で天然チクルを使ったものがあり、輸入されて国産化もされていたが、本格的に販売していたのはロッテなどわずかだった。そこで森は、近くにあったカネボウの研究室でGPチクル（酢酸ビニール）を見て、これを使って代用のチューインガムができないかを考え、温度に敏感な酢酸ビニールを改良し、1951年（昭和26年）に発売した。このハリスチューインガムは菓子業界空前のヒット商品と言われた。森は推されて日本菓子工業会副会長の要職に就き、1952年（昭和27年）に社名もハリス株式会社に変えた。ハリスからの連想でリスをシンボルマークとし、本社入口にはリスの飼育ケージを作った。
チューインガムの拡販をねらって、新聞広告やラジオ・コマーシャルでPRを開始した。ラジオ番組「ハリスクイズ」の司会者として、当時京都学芸大学（現京都教育大学）の学生で腹話術を得意とした川上のぼる、および朝日放送と専属契約したばかりの森光子を起用、各地の小学校などを巡回して週一回30分の番組を録取した。川上が抱いた腹話術人形の「ハリス坊や」がクイズ正解者に白目を出して「一等賞～」と声を張り上げる姿は流行し、朝日放送の看板番組となった。
1956年（昭和31年）には主人公を「ハリス少年」と名付け、シェパードが活躍する子ども向けウエスタンTV映画『名犬リンチンチン』の提供を始めた。1958年（昭和33年）には、業界第1号となるチューインガムの自動販売機を国栄機械製作所(現 グローリー株式会社)製として開発し、普及させた。「GPミントガム」「グリーンガム」「コーヒーガム」「ニッキガム」「ビックガム」「フーセンハリスガム」「ヤングハリスガム」「スペアミントガム」「ノーブルミントガム」「デリシャスジュースガム」「プレイガム」「ハイフレッシュガム」などのチューインガムを次々と開発・発売し、1960年（昭和35年）にはチューインガムだけで年間売上45億円、シェア40%、従業員1000人に拡大していった。この頃、森は推されて日本チューインガム協会の会長に就き、さらにGPチクルを増産するため、また関東進出もあって、神奈川県小田原市今井（現寿町）に敷地1.5万坪、5階建ての小田原工場を建てた。この建物は「ハリスガム」の生産を他工場に移し、閉鎖された東京工場から化粧品生産ラインを移管し現在もカネボウ化粧品の工場として使用されている。

### カネボウへの合併とその後
この頃から森は体調を崩して入退院を繰り返すようになり、1964年（昭和39年）、本社に隣接するカネボウに吸収統合された。カネボウは、新分野（グレーター・カネボウ計画）として食品事業進出を計画していたため、ハリスを受け入れ、カネボウハリス株式会社を設立し事業継承した。戦後の一時期、森永製菓や明治製菓など老舗の菓子メーカーに伍して、森秋廣の積極性・創造性で急成長したハリスは、こうして消滅した。その後小田原工場は化粧品の生産に転換し、従業員は都島工場（旧・ハリス本社工場）および高槻工場（現・クラシエフーズ高槻第一工場、旧・立花製菓本社工場）に配置転換された。
カネボウハリスは、渡辺製菓などを買収し、カネボウ食品→ベルフーズ→カネボウフーズと変遷をたどり、2007年（平成19年）に現社名のクラシエフーズへ改称した。
商品名のブランドとしての「ハリス」は、1972年時点でも「ロングサイズハリスガム」が発売されており、1970年代を通じて行われていた。
2023年10月、ハリスの後身であったクラシエフーズは、クラシエに吸収合併され、ハリス以来の法人格が消滅して70年余の幕を閉じた。

## 提供番組
- ハリスの旋風
- ハリスミュージックプレゼント